# Johann Franz Xaver Arnold
Johann Franz Xaver Arnold war ein österreichischer Schriftsteller und Botaniker. Es ist unsicher, ob dies sein wirklicher Name oder nur ein Pseudonym war. Sein offizielles botanisches Autorenkürzel lautet „J.F.Arnold“. Möglich ist das Johann Rautenstrauch das Werk Reise nach Mariazell in Steyermark, Wien 1785, unter diesem Pseudonym herausgab. In anderen Publikationen wird der Verfasser als Abbé Arnold angegeben, was auf einen Geistlichen hindeutet.

## Wirken
Arnold ist nach offizieller botanischer Taxonomie die Person, die die in Mitteleuropa sehr bekannte Schwarzkiefer als erster botanisch korrekt beschrieben hat.
Nach ihm benannte Pflanzen:
- Malus x arnoldiana
- Forsythia, Arnold dwarf
- Pinus nigra Arnold. Austrian pine.

Werke
- Reise nach Mariazell in Steyermark. Verlag Wapler, Wien 1785, 24 S. (resolver.sub.uni-goettingen.de – mit einer Zeichnung Pinus nigra? auf der letzten Seite).